# Х-Мен: Последният сблъсък
Вижте пояснителната страница за други значения на Х-Мен.
Х-Мен: Последният сблъсък (на английски: X-Men: The Last Stand) е американски филм от 2006 година, третият от поредицата „Х-Мен“.

## Резюме
Човешкото правителство създава лек за мутациите. Джийн Грей оцелява от събитията от „Х-Мен 2“, но нещо мрачно се отключва в нея, което я превръща във Феникса и я кара да се съюзи с Магнито. Хора и мутанти тръгват на война един срещу друг и само Х-Мен могат да ги спрат.

## Актьорски състав
| Актьор           | Роля                               |
| ---------------- | ---------------------------------- |
| Хю Джакман       | Джеймс „Лоуган“ Хаулет / Върколака |
| Хали Бери        | Ороро Мънро / Буря                 |
| Иън Маккелън     | Ерик Леншър / Магнито              |
| Патрик Стюарт    | Чарлз Екзевиър / Професор Х        |
| Фамке Янсен      | Д-р Джийн Грей / Феникс            |
| Ана Пакуин       | Мари / Плевел                      |
| Келси Гремър     | Д-р Хенри „Ханк“ Маккой / Звяр     |
| Джеймс Марсдън   | Скот Съмърс / Циклоп               |
| Ребека Ромейн    | Рейвън Даркхолм / Мистик           |
| Шон Ашмор        | Боби Дрейк / Ледения човек         |
| Арън Станфорд    | Джон Алердайс / Пиро               |
| Вини Джоунс      | Кейн Марко / Булдозера             |
| Елън Пейдж       | Кити Прайд / Сенчеста котка        |
| Даниел Къдмор    | Пьотр Распутин / Колос             |
| Бен Фостър       | Уорън Уортингтън 3-ти / Ангел      |
| Ерик Дейн        | Джеймс Мадрокс / Мултипълмен       |
| Даниа Рамирез    | Калисто                            |
| Мейлинг Мелансон | Елизабет „Бетси“ Брадок / Псайлок  |
| Кен Люнг         | Кид Омега                          |
| Камерън Райт     | Джими / Пиявицата                  |
| Кеа Уонг         | Юбилейшън Лий / Джубилей           |
| Оливиа Уилямс    | Д-р Мойра „Мойра X“ Мактагърт      |
| Стан Лий         | Съсед на Джийн                     |

## Награди и номинации
| Награда | Категория                           | Номиниран(и)                     | Резултат  |
| ------- | ----------------------------------- | -------------------------------- | --------- |
| Сателит | Най-добър филмов монтаж             | Най-добър филмов монтаж          | награда   |
| Сателит | Най-добра кинематография            | Най-добра кинематография         | номинация |
| Сателит | Най-добър звук                      | Най-добър звук                   | номинация |
| Сателит | Най-добри визуални ефекти           | Най-добри визуални ефекти        | номинация |
| Сатурн  | Най-добра актриса в поддържаща роля | Фамке Янсен                      | награда   |
| Сатурн  | Най-добър научнофантастичен филм    | Най-добър научнофантастичен филм | номинация |
| Сатурн  | Най-добри специални ефекти          | Най-добри специални ефекти       | номинация |
| Сатурн  | Най-добри костюми                   | Най-добри костюми                | номинация |
| Сатурн  | Най-добър актьор в поддържаща роля  | Келси Гремър                     | номинация |
| Сатурн  | Най-добра музика                    | Джон Пауъл                       | номинация |